# Thanh tra Bộ Quốc phòng (Việt Nam)
Thanh tra Bộ Quốc phòng  là cơ quan của Bộ Quốc phòng, giúp Bộ trưởng Bộ Quốc phòng quản lý nhà nước về công tác thanh tra, thực hiện nhiệm vụ, quyền hạn thanh tra hành chính và thanh tra chuyên ngành trong các lĩnh vực thuộc phạm vi quản lý nhà nước của Bộ Quốc phòng; quản lí, chỉ đạo các tổ chức thanh tra chuyên ngành thuộc Bộ Quốc phòng.
- Ngày truyền thống: 25/1/1948.
- Trụ sở: Tòa nhà số 2 ngõ 34A đường Trần Phú – Ba Đình – Hà Nội.

## Tên gọi qua các thời kì
Ngày truyền thống của lực lượng thanh tra Bộ Quốc phòng Việt Nam là ngày 25 tháng 1 năm 1948. Đây là ngày thành lập Cục Tổng Thanh tra Quân đội trên cơ sở Phòng Kiểm tra Bộ Tổng Chỉ huy. Cơ quan Thanh tra Quân đội đã đổi tên nhiều lần, có lần giải thể:
- Năm 1948: Cục Tổng Thanh tra Quân đội
- Năm 1950: Đoàn Thanh tra Bộ Quốc phòng
- Năm 1956: Ban Thanh tra Quân đội
- Năm 1971: Ủy ban Thanh tra Quân đội
- Năm 1982: Tổng Thanh tra Quân đội
- Từ năm 1992: Thanh tra Bộ Quốc phòng

## Lãnh đạo hiện nay
- Chánh Thanh tra: Trung tướng Nguyễn Quốc Duyệt [2] (Tư lệnh Bộ Tư lệnh Thủ Đô Hà Nội )
- Phó Chánh thanh tra: Thiếu tướng Nguyễn Tiến Thành
- Phó Chánh thanh tra: Thiếu tướng Vũ Thành Đức (nguyên Chỉ huy trưởng Bộ chỉ huy Quân sự tỉnh Bến Tre)
- Phó Chánh thanh tra: Thiếu tướng Lê Văn Lương  (nguyên Chánh Thanh tra Lục quân – Thanh tra Bộ Quốc phòng)
- Phó Chánh thanh tra: Thiếu tướng Vũ Hải Đăng (nguyên Chánh Thanh tra Hậu cần-Kỹ Thuật Bộ Quốc phòng)
- Phó Chánh thanh tra: Thiếu tướng Nguyễn Văn Xiển

## Tổ chức chính quyền
- Văn phòng
- Thanh tra Lục quân
- Thanh tra về Quân chủng
- Thanh tra Xét khiếu tố
- Thanh tra Hậu cần – Kỹ thuật
- Ban Thường trực Phòng chống tham nhũng
- Ban Tài chính
- Ban giám sát
- Phòng Thanh tra tài chính
- Phòng Tiếp công dân

## Hệ thống cơ quan Thanh tra trong Quân đội Việt Nam
- Thanh tra Bộ Quốc phòng
- Thanh tra thuộc các Quân khu, Quân đoàn, Quân chủng, Binh chủng, Tổng cục và tương đương.
- Thanh tra thuộc Bộ chỉ huy quân sự tỉnh, thành phố trực thuộc trung ương, Bộ chỉ huy bộ đội biên phòng tỉnh, thành phố trực thuộc trung ương và tương đương

## Chánh Thanh tra qua các thời kỳ
Thời kỳ Tổng thanh tra Quân đội
- 1948–1954, Lê Thiết Hùng, Thiếu tướng (1948)
- 1956–1959, Trần Tử Bình, Thiếu tướng
- 1959–1965, Trần Mạnh Quỳ, Đại tá, Tổng Thanh tra quân đội, Phó Tổng Thanh tra Chính phủ.
- 1971–1973: Thiếu tướng, Trung tướng (1974) Nguyễn Đôn: Chủ nhiệm Ủy ban Thanh tra Quân đội kiêm Thứ trưởng Bộ Quốc phòng.
- 1973–1980: Trung tướng Trần Quý Hai Thứ trưởng Bộ Quốc phòng, Phó TTMT kiêm Chủ nhiệm Ủy ban Thanh tra Quân đội
- 1980–1987 Thượng tướng Lê Quang Hòa Tổng Thanh tra Quân đội kiêm Thứ trưởng Bộ Quốc phòng
- 1987–1992: Thượng tướng Hoàng Cầm Tổng Thanh tra Quân đội

Thời kỳ Thanh tra Bộ quốc phòng
- 1992–1999: Trung tướng Nguyễn Kiệm Chánh Thanh tra Bộ Quốc phòng
- 1999–2002: Trung tướng Nguyễn Văn Cốc Chánh Thanh tra Bộ Quốc phòng
- 2002–2007: Phạm Văn Tánh, Trung tướng (2002), Chánh Thanh tra Bộ Quốc phòng, nguyên Tư lệnh Quân khu Thủ đô
- 2008–2010: Phạm Phú Thái, Trung tướng, nguyên Phó Tư lệnh Quân chủng Phòng không – Không quân(1993–2007)
- 2010–2015: Nguyễn Đình Giang, Thiếu tướng (2006) Trung tướng (2010), nguyên Phó Tư lệnh kiêm Tham mưu trưởng Quân khu 4 (2005–2007)
- 2015–2018, Phạm Văn Hưng, Trung tướng (2017), nguyên Tư lệnh Quân đoàn 2 (2011–2015)
- 2018–30/6/2021, Đặng Trọng Quân, Thiếu tướng (2014), Trung tướng (2019) nguyên Phó Tư lệnh kiêm Tham mưu trưởng Quân khu 4
- 1/7/2021–nay: Lê Đình Thương, Thiếu tướng, nguyên Phó Tư lệnh Quân khu 3.

## Phó Chánh Thanh tra qua các thời kỳ
Thời kỳ Tổng thanh tra Quân đội
- 1947–1948, Trần Tử Bình, Thiếu tướng (1948)
- 1957–1958, Phan Trọng Tuệ, Thiếu tướng (1955)
- 1971–1978, Võ Bẩm, Thiếu tướng (1974)
- 1979–1989, Võ Thứ, Thiếu tướng (1974), Trung tướng (1986), Bí thư Đảng ủy cơ quan Thanh tra Bộ Quốc phòng, nguyên Phó Tư lệnh – Tham mưu trưởng QK 5
- 1982–1982, Đồng Văn Cống, Trung tướng (1980)
- 1982–1987, Bùi Nam Hà, Thiếu tướng (1983)
- 1988–1990, Nguyễn Minh Châu, Thượng tướng (1986)
- 1990–1992, Phạm Minh Tâm, Trung tướng (1989)

Thời kỳ Thanh tra Bộ quốc phòng
- 1993–1998, Nguyễn Duy Khâm, Thiếu tướng
- 1993–1997, Lê Quang Bình, Thiếu tướng
- 1996–2002, Vũ Ngọc Diệp, Thiếu tướng (1994)
- 10–2000 đến 5–2005, Trần Ngọc Anh,Thiếu tướng
- 2005–, Trần Thanh Phương, Thiếu tướng (2000), nguyên Tư lệnh Binh chủng Đặc công (1996–2005)
- –2007, Tô Quốc Trịnh, Thiếu tướng
- 2008–2012, Nguyễn Đình Bảng, Thiếu tướng (2008)[3]
- Lê Mạnh Hà, Đại tá
- 2012–2018, Cao Văn Minh, Thiếu tướng (2013), nguyên Sư đoàn trưởng Sư đoàn 377, Quân chủng PK–KQ[4]
- 2010–2014, Nguyễn Thành Định, Thiếu tướng (2012)[5], nguyên Phó tư lệnh Binh chủng Công binh
- 2008–2014, Đỗ Quang Dự, Thiếu tướng (2011)[6]
- 2014–2017, Ngô Cao Quân, Đại tá[7]
- 2013–2017, Phạm Quang Vinh, Thiếu tướng[8], nguyên Chánh Văn phòng Thanh tra BQP.
- 2014–2019, Nguyễn Đình Được, Thiếu tướng (2014)[9][10]
- 2017–nay, Nguyễn Tiến Thành, Thiếu tướng (2018)[11]
- 2018–nay, Vũ Thành Đức, Thiếu tướng (2019), nguyên Chỉ huy trưởng BCHQS tỉnh Bến Tre (2015–2018)
- 2019– nay, Lê Văn Lương, Thiếu tướng (2020), nguyên Chánh Thanh tra Lục quân– Thanh tra BQP.